# Guido Zanobini
Guido Zanobini (Pisa, 6 giugno 1890 – Fregene, 7 agosto 1964) è stato un giurista italiano.

## Biografia
Allievo di Santi Romano, si laureò presso l'Università di Pisa il 1º luglio 1913, con una tesi in diritto costituzionale dal titolo Norme interne di diritto pubblico. Successivamente fu assunto presso la biblioteca della Scuola Normale Superiore di Pisa.
Fu docente universitario sin dal 1917 come assistente di Santi Romano, conseguendo in quell'anno la libera docenza in diritto costituzionale, insegnamento che mantenne anche all'Università di Cagliari dove vinse il suo primo concorso. Nel 1918 sposò Maria Sansoni con la quale ebbe due figli, Luciano ed Enzo.
Nel 1920 vinse il concorso per l'insegnamento di diritto amministrativo all'Università di Sassari, passando nel 1921 a Siena e nel 1923 all'Università d Pisa dove insegnò per 11 anni, con incarichi succedutisi nel tempo relativamente anche al diritto costituzionale, al diritto ecclesiastico e al diritto corporativo e dove fu preside della facoltà di Giurisprudenza dal 1932 al 1934.
Nel 1934 Zanobini assunse la cattedra di diritto amministrativo presso la Facoltà di Giurisprudenza della Regia Università di Roma. Negli anni 1945-1946, fu membro della Commissione per gli studi giuridici per la Costituente, presieduta dal prof. Ugo Forti, e divenne socio di varie accademie, tra le quali l'Accademia dei Lincei, l'Accademia dei Georgofili e l'Accademia delle scienze di Torino.

## Opera

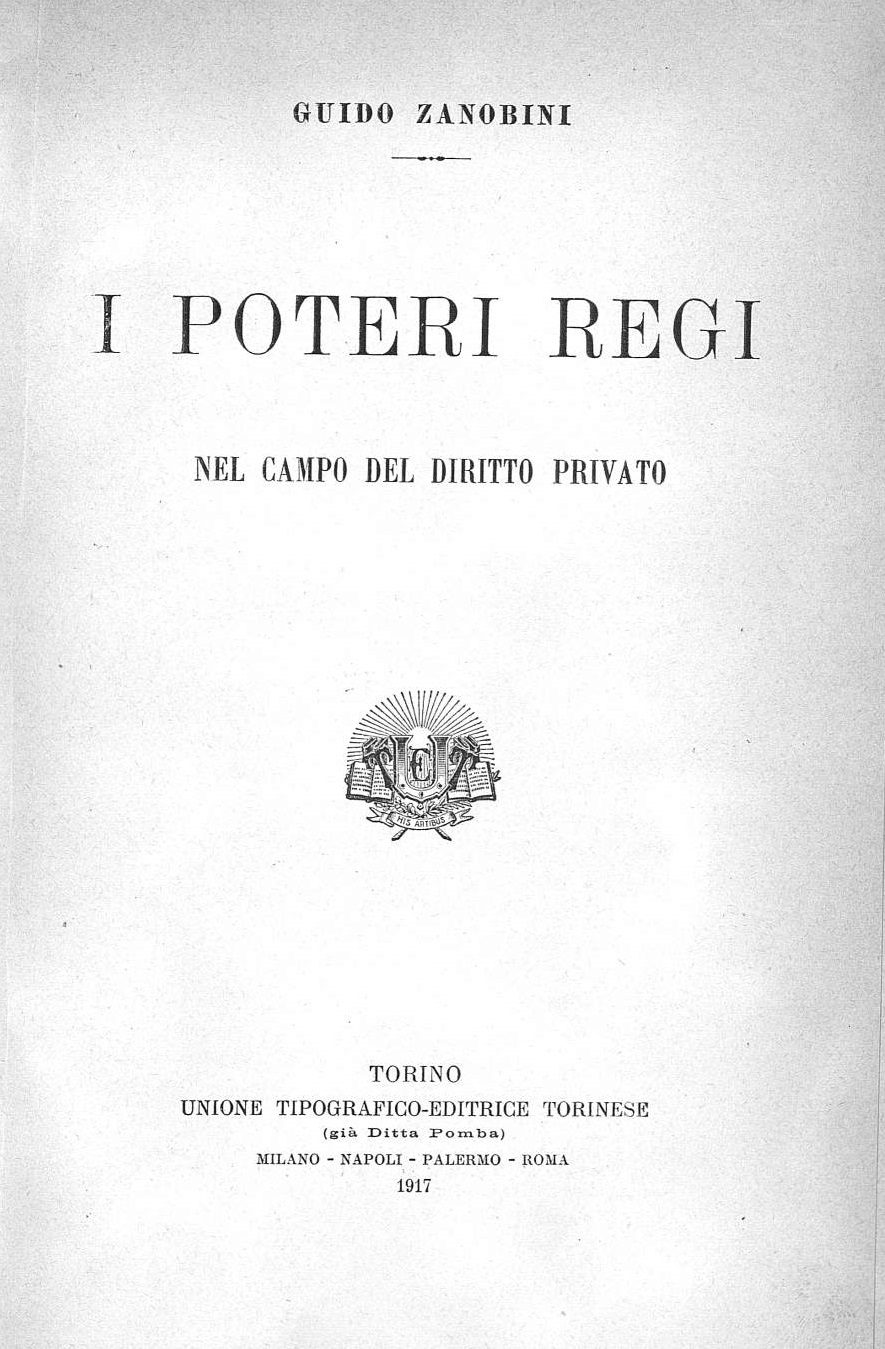
I poteri regi nel campo del diritto privato, 1917

Tra le sue opere, si ricordano sopra tutto il saggio sull'esercizio privato delle funzioni e dei servizi pubblici, che ancora oggi costituisce una pietra miliare nella trattazione dell'argomento, contenuto nel Trattato Orlando, redatto ad opera di più giureconsulti (1920), i suoi studi sulle sanzioni amministrative (1924), anch'esse oggetto di approfonditi studi ancora oggi, ma in particolar modo il Corso di diritto amministrativo, suddiviso in cinque volumi (il sesto, che contiene gli indici, è stato redatto a cura del figlio di Guido Zanobini, Luciano), la cui prima edizione del primo volume risale al 1935 e che alla morte dell'Autore era giunto alla sesta edizione.
Nel dettaglio, il Corso è suddiviso in tale maniera:
- I. Principi generali
- II. Giustizia amministrativa
- III. Organizzazione amministrativa
- IV. Mezzi dell'azione amministrativa
- V. Principali manifestazioni dell'azione amministrativa.

Opera di grandissimo rilievo, il Corso è stato a lungo tempo lo strumento preferito dagli operatori pratici del diritto, ma al suo Autore fu rimproverato, dagli studiosi e dai cultori del diritto amministrativo, di essersi limitato a registrare la normativa esistente, senza curarsi dell'evoluzione della materia trattata (metodo, peraltro, ancora in voga), non tenendo conto, tra l'altro, dei rilevanti rivolgimenti prodottisi in Italia in seguito alla crisi prodottasi negli anni 1929 - 1933, presentando così il diritto amministrativo come un insieme di istituti giuridici ormai stabilizzatisi nel tempo; conseguentemente, all'Autore è stato rimproverata l'assenza di qualsiasi analisi delle possibili metodologie di studio .
Zanobini fu curatore di un Codice delle leggi amministrative pubblicato nel 1927 a Firenze da Vallecchi e successivamente da Giuffrè, che tuttora viene aggiornato da specialisti della materia, e nel 1951 fu tra i fondatori della Rivista trimestrale di diritto pubblico, a tutt'oggi pubblicata.
Occorre senz'altro ricordare che al suo magistero pisano si formò Giovanni Miele, che gli dedicò un necrologio nel 1964 nella rivista fondata da Zanobini e che nel periodo romano si formarono sotto la sua guida studiosi come Massimo Severo Giannini, Giuseppe Codacci Pisanelli, Eugenio Cannada Bartoli, Vittorio Bachelet.

## Opere
- I poteri regi nel campo del diritto privato, Torino, UTET, 1917.
- Codice delle leggi amministrative, Vallecchi, Firenze, 1927.
- Corso di diritto amministrativo, 5 voll, 1935.